# Caparo T1
La Caparo T1 è una supercar inglese, realizzata nell'anno 2007 dalla Caparo Vehicles Technologies, una divisione del gruppo Caparo ed è volutamente ispirata in diverse soluzioni tecniche alle vetture di Formula 1.

## Contesto
Il progetto originale era della Freestream', prima di venire incorporata dalla Caparo Group, si chiamava Freestream T1 e doveva pesare 465 kg per 480 CV di potenza.
Presentata in veste definitiva al Top Marques di Monaco nel 2007 e debuttata al Goodwood Festival of Speed la Caparo T1 è una vettura a due posti (il passeggero non è a lato ma dietro il pilota), spesso definita come "una formula 1 con i fari" per via delle soluzioni tecniche estreme che adotta.

## Tecnica

### Telaio
La vettura dispone di un telaio monoscocca, realizzato in pannelli di alluminio a nido d'ape e rivestiti in fibra di carbonio; stesso materiale di cui è realizzata anche la carrozzeria.

Le sospensioni sono di tipo indipendente a doppi triangoli sovrapposti, con puntoni diagonali (pushrod) che azionano molle ed ammortizzatori regolabili e dispone di barre antirollio. L'impianto frenante è composto da 4 dischi autoventilati del diametro di 355 mm con pinze freno a 6 pompanti sull'asse anteriore e a 4 pompanti al posteriore, adotta una trasmissione sequenziale a 6 rapporti con comandi al volante, la trazione è posteriore. Nel complesso la vettura pesa appena 470 kg. La veste aerodinamica è molto curata e ricercata, infatti il corpo vettura è in grado di generare un carico aerodinamico di 875 kg ad una velocità di 240 km/h.

### Motore
La T1 è spinta da un motore V8 a 90° da 3.499 cm³ realizzato in lega di alluminio, ha una distribuzione a 4 valvole per cilindro e doppio albero a camme per bancata, l'alimentazione è atmosferica ed è capace di sviluppare una potenza di 583 CV (429 kW) a 10.500 giri/min con una coppia massima di 420 Nm a 9.000 giri/min.

## Prestazioni
La grande potenza a disposizione e soprattutto il peso molto contenuto, permettono a questa vettura di ottenere delle prestazioni velocistiche di prim'ordine: raggiunge i 100 km/h con partenza da fermo in soli 2,5 secondi, impiega solamente 5 secondi per andare da 0 a 160 km/h e la velocità massima è di 322 km/h.
Durante delle prove condotte dalla trasmissione inglese Fifth Gear l'auto è stata oggetto di un principio di incendio che ha causato alcuni danni fisici al collaudatore alla guida, il pilota Jason Plato.
Il progetto è nato da alcuni ex ingegneri McLaren insieme a Gordon Murray e inizialmente prevedeva un motore V8 di 2,4 litri sovralimentato da 480 CV ma poi si è scelto il motore attuale che è stato appositamente creato per la T1 (non è stato scelto un motore già presente nel mercato) in collaborazione con Menard.
Per i cerchi la Caparo si è rivolta all'azienda italiana OZ, attiva nella costruzione di cerchi in lega e ruote per le monoposto di Formula 1.